# Caterina d'Aragó
Caterina d'Aragó (Alcalá de Henares, 16 de desembre de 1485 - Kimbolton, Anglaterra, 7 de gener de 1536) fou infanta d'Aragó i de Castella, princesa de Gal·les i reina consort d'Anglaterra (1509-1533). Va ser la primera esposa d'Enric VIII d'Anglaterra. Va ser ambaixadora i la seva política actualment es considera protofeminista. Per exemple, durant el seu regnat, entre altres coses, va lluitar perquè les dones angleses accedissin a l'educació, encoratjant-la i popularitzant-la, i va comissionar un llibre argumentant el dret de les dones a la instrucció.

## Biografia

### Orígens familiars
Caterina d'Aragó va néixer el 16 de desembre de 1485 i fou la filla petita del rei d'Aragó Ferran el Catòlic i la reina de Castella Isabel la Catòlica. Així doncs, fou la germana petita de Joana I de Castella.
Des de la seva infància va rebre una acurada educació catòlica i una gran cultura; així, la infanta d'Aragó va arribar a aprendre les llengües romàniques de la península, com també el francès, el flamenc, l'anglès i, per descomptat, el llatí, a més de dansa i música.

### Cultura catalana
La relació entre Caterina i la cultura catalana va més enllà del simple coneixement de la llengua. En el decurs de la seva vida va mantenir una intensa correspondència en català amb personalitats humanistes de l'època, com Isabel de Requesens -virreina de Nàpols-, Beatriu de Chiaromonte -reina d'Hongria- o Lluís Vives -una de les figures cabdals de l'humanisme europeu. Amb Vives, a més, va mantenir una estreta amistat, i el professor valencià va deixar testimoni escrit que la reina d'Anglaterra i ell eren “de la mateixa nació”

### Princesa de Gal·les
Seguint la política dels Reis Catòlics d'aïllar l'etern enemic francès, pel tractat de Medina del Campo va ser promesa en matrimoni el 26 de març de 1489 al príncep Artur de Gal·les, primogènit d'Enric VII d'Anglaterra.
El 17 d'agost de 1501, l'embarcació de la infanta va llevar àncores des de la Corunya vers Anglaterra, però al golf de Biscaia el pal major de l'embarcació es trencà i va haver de fondejar al port de Laredo fins a poder iniciar novament el viatge el 27 de setembre del mateix any. Després d'un mes de navegació, Caterina albirava el port de Plymouth, on fou rebuda pel bisbe de Bath, en representació del príncep. El 14 de novembre, està casada amb el desconegut, jove i malaltís príncep de Gal·les a la catedral de Sant Pau de Londres.
Com a príncep de Gal·les, Artur va ser enviat al castell de Ludlow, a Shropshire, per presidir al consell de Gal·les i va ser acompanyat per Caterina d'Aragó, i així hi feu la seva presentació com a princesa de Gal·les. El 2 d'abril de 1502, però, el príncep moria i deixava una princesa vídua de setze anys. Els interessos d'ambdues corones, la pèrdua d'un quantiosíssim dot matrimonial per part dels aragonesos i castellans, com també la pèrdua d'un fidel i cada vegada més poderós aliat per part dels anglesos, van dur a negociar el matrimoni de la vídua amb el següent en la línia de successió, el príncep Enric d'Anglaterra, germà del difunt. La princesa vídua va atestar que, a causa de la joventut i el caràcter malaltís del príncep, el matrimoni no havia estat consumat, fet que va ser certificat amb una dispensa del papa Juli II perquè el nou matrimoni fos possible.

### Reina d'Anglaterra
A la mort del rei Enric VII d'Anglaterra, el 1509, el seu fill segon va ser nomenat successor amb el nom d'Enric VIII d'Anglaterra. Dos mesos més tard del seu ascens, es casà l'11 de juny a la capella de Grey Friars, a Greenwich, amb Caterina d'Aragó, després d'una llarga, solitària i plena d'incertesa espera de set anys. El 24 de juny del mateix any fou coronada reina d'Anglaterra.
Tant com a princesa de Gal·les com a reina, Caterina va ser extremadament popular entre els seus súbdits. Va governar la nació com a regenta, mentre Enric VIII envaïa França el 1513.
Fou un matrimoni feliç per a ambdós, però amb infidelitats per part d'ell, constants durant divuit anys, fins que el rei va començar a preocupar-se seriosament davant la necessitat d'un hereu mascle i la fi de la fertilitat de la reina. El seu primer fill va néixer el 1510, però va morir poc després de néixer. Al cap de cinc mesos, la reina es va tornar a quedar embarassada d'un nen, que va néixer l'1 de gener de 1511, que fou batejat amb el nom d'Enric, príncep de Gal·les i duc de Cornualla. Moriria tan sols 52 dies després del seu naixement. Caterina va patir un avortament, al qual va seguir un altre nen que morí l'endemà de néixer. El 18 de febrer de 1516, a Greenwich, Caterina va donar a llum la princesa Maria d'Anglaterra.
El 1520, el nebot de Caterina, Carles V emperador del Sacre Imperi Romanogermànic i rei de Castella i Aragó, va visitar Anglaterra. La reina va començar ràpidament amb la política de guanyar tan la seva aliança com la de França. Immediatament després de la partida de l'emperador, el 31 de maig de 1520, la reina va acompanyar el rei anglès a França, per realitzar una visita de cortesia a Francesc I, i per tal d'unir interessos i posar pau als seus litigis; la trobada va rebre el nom de Camp de la tela d'or (per raó de l'esplendor amb què es va guarnir l'esdeveniment). Tot i això, el 1523, el rei anglès novament va declarar la guerra a França, cosa que agradà a l'emperador, que novament el visità a la cort anglesa i pactà el casament de la princesa Maria d'Anglaterra amb el seu fill, l'infant Felip de Castella.

### El problema successori
El naixement d'un hereu mascle es feia essencial per al rei Enric VIII. La dinastia Tudor acabava d'ascendir al tron anglès gràcies al seu pare, i la seva legitimitat estava en dubte. Cap reina havia governat mai el Regne d'Anglaterra i els desastres de la Guerra de les dues roses (1455-1487) eren ben vius en la memòria col·lectiva.
El rei, enamorat d'Anna Bolena, va sol·licitar el divorci a les autoritats eclesiàstiques el 1527, amb el pretext de la il·licitud del matrimoni realitzat entre cunyats. L'actitud inicialment favorable del papa Climent VII es va modificar davant la negativa de Caterina d'Aragó i les pressions de l'emperador Carles V, poc disposat a veure compromesa la seva estratègia.
En plena efervescència protestant, la qüestió es va convertir en una viva polèmica sobre la primacia papal, en la qual van participar teòlegs i intel·lectuals. Finalment, Enric VIII va decidir separar-se definitivament de Caterina el 1531 per casar-se posteriorment amb Anna Bolena, amb qui va tenir la princesa Isabel d'Anglaterra.
Thomas Cranmer, arquebisbe de Canterbury, va anul·lar el matrimoni de Caterina amb el rei el 23 de maig de 1533, i va fer que el Parlament aprovés l'Acta de supremacia el 1534, negant la jurisdicció papal a Anglaterra i separant-se de l'obediència a l'Església Catòlica de Roma. Així mateix, es va establir la Reforma anglesa, fent-se reconèixer a ell mateix com a cap suprem de la nova Església d'Anglaterra.

### Últims dies
Caterina va refusar el divorci i la nul·litat i va portar-ho davant la justícia anglesa, però hi va perdre i fou forçada a abandonar la cort. Va ser separada de la seva filla, que fou declarada il·legítima, i van ser enviades a viure en castells allunyats i en condicions humils.
Caterina va ser confinada al castell de Kimbolton, on va morir el 7 de gener de 1536. Encara que mai no va renunciar al títol reial, va ser enterrada a l'abadia de Peterbourough, amb un funeral propi de princesa vídua en comptes de reina, un funeral al qual no va assistir el rei, que no deixà que hi anés la filla d'ambdós, la princesa Maria d'Anglaterra.

## Descendència
Del seu matrimoni amb Enric VIII d'Anglaterra tingueren sis fills, dels quals sobrevisqué tan sols la princesa Maria:
- una infanta morta en néixer (1510)
- el príncep Enric d'Anglaterra, duc de Cornwall (1511), que sobrevisqué 52 dies
- el príncep Enric d'Anglaterra (1513), mort l'endemà de néixer
- un infant mort en néixer (1514)
- la princesa Maria I d'Anglaterra (1516-1558), reina d'Anglaterra
- una infanta morta en néixer (1518)

## Taula successòria
| Precedit per: - | Reina Consort d'Anglaterra 1509-1533 | Succeït per: Anna Bolena |